# Eksperimentalna fizika
Eksperimentálna fízika je znotraj fizike kategorija disciplin in področij (poddisciplin), ki se osredotoča na opazovanje fizikalnih pojavov, da bi pridobila podatke o Vesolju. Njene metode se od discipline do discipline razlikujejo, od preprostih preskusov, poskusov in opazovanj, kot je npr. Cavendishev poskus, do bolj zapletenih, kot je npr. veliki hadronski trkalnik. 